# Escut de la Vall d'en Bas
L'escut oficial de la Vall d'en Bas és el símbol d'aquest municipi i es descriu mitjançant el següent blasonament:
Escut caironat quarterat: 1r d'atzur, un mont d'or movent de la punta somat d'un castell i d'una capella d'argent tancats de sable; 2n. d'or, una cabra de sable i bordura de peces de sable; 3r de gules, un bàcul de bisbe i una palma d'or passats en sautor sobremuntats d'una mitra d'argent creuada d'or i amb les ínfules d'or; 4t d'argent, un pi arrencat de sinople acostat de 2 pinyes de sinople una a cada costat del tronc. Per timbre, una corona de vescomte.

## Disseny
La composició de l'escut està formada sobre un fons en forma de quadrat recolzat sobre un dels seus vèrtexs, anomenat escut caironat, segons la configuració difosa a Catalunya i d'altres indrets de l'antiga Corona d'Aragó i adoptada per l'administració a les seves especificacions per al disseny oficial dels municipis dels ens locals. És un escut dividit en quatre parts (quarterat). Al primer quarter, de color blau (atzur), hi ha un mont heràldic de color groc (or) sortint de la part inferior (movent de la punta) i que porta al damunt (somat) un castell i una capella de color blanc o gris clar (argent) que tenen les portes i finestres (tancats) de color negre (sable). Al segon quarter, de color groc (or), hi ha una cabra negra (sable) amb una bordura componada de color negre (sable). Al tercer, de color vermell (gules), hi ha un bàcul de bisbe i una palma de color groc (or) col·locats en forma de creu (en sautor) que tenen a sobre (sobremuntats) una mitra de color blanc o gris clar (argent) amb la creu de color groc (creuada d'or) i amb les ínfules de color groc (or). Al quart i últim quarter, de color blanc o gris clar (argent), un pi amb les arrels penjants (arrencat) de color verd (sinople) que té al costat (acostat) dues pinyes de color verd (sinople), una a cada costat del tronc.
L'escut està acompanyat a la part superior d'un timbre en forma de corona nobiliària, que és l'adoptada pel Departament de Governació d'Administracions Locals de la Generalitat de Catalunya per timbrar els escuts dels municipis que històricament han estat cap o centre d'un principat, ducat, marquesat, comtat, vescomtat o baronia. En aquest cas, es tracta d'una corona de vescomte, en ser la Vall d'en Bas el cap del Vescomtat de Bas.

## Història
Va ser aprovat el 26 d'octubre del [[1987 i publicat al DOGC el [[4 de desembre del mateix any amb el número 923.
Es tracta d'un escut de nova creació que es va realitzar per la formació del municipi de la Vall d'en Bas l'any 1968 amb la unió de Sant Privat d'en Bas (la capital originària), Sant Esteve d'en Bas, Joanetes i la Pinya. El nou municipi comprèn el territori originari del Vescomtat de Bas (reflectit en l'escut per la corona de vescomte), que des del segle XIV fou encapçalat pels Cabrera.
A l'hora d'elaborar l'escut, es va decidir dividir-lo en quatre parts, una per a cada antic municipi. D'aquesta manera, el primer quarter és el de Sant Privat d'en Bas (representat pel castell del Mallol i la capella de Sant Just, dalt d'un turó; aquest castell fou el centre del vescomtat de Bas); Sant Esteve d'en Bas és al segon quarter (amb les armes parlants dels Cabrera, senyors del poble i de la vall sencera); el tercer quarter és el de Joanetes (simbolitzat per la mitra, el Bàcul pastoral i la palma, els atributs de sant Romà, patró del poble); finalment, el quart quarter és el de la Pinya (amb les seves armes parlants, un pi i dues pinyes).